# هوندا سیویک تیپ آر
هوندا سیویک تیپ آر (Honda Civic Type R) خودرویی است که از سال ۱۹۹۷ تاکنون تولید می‌شود. طراحی آن خودروهای موتور جلو-محور جلو بوده‌است.
نسل پنجم این خودرو، با یک موتور ۲ لیتری توربو VTEC (زمان بندی متغیر سوپاپ‌ها و کنترل الکترونیکی لیفت) با حداکثر قدرت خروجی ۳۰۶ اسب بخار با ۶۵۰۰ دور بر دقیقه و ۴۰۰ نیوتن متر گشتاور با ۲۵۰۰ تا ۴۵۰۰ دور بر دقیقه و گیربکس شش سرعته دستی دیفرانسیل جلو، در نمایشگاه خودروی اندونزی ۲۰۱۷ رونمایی شد.

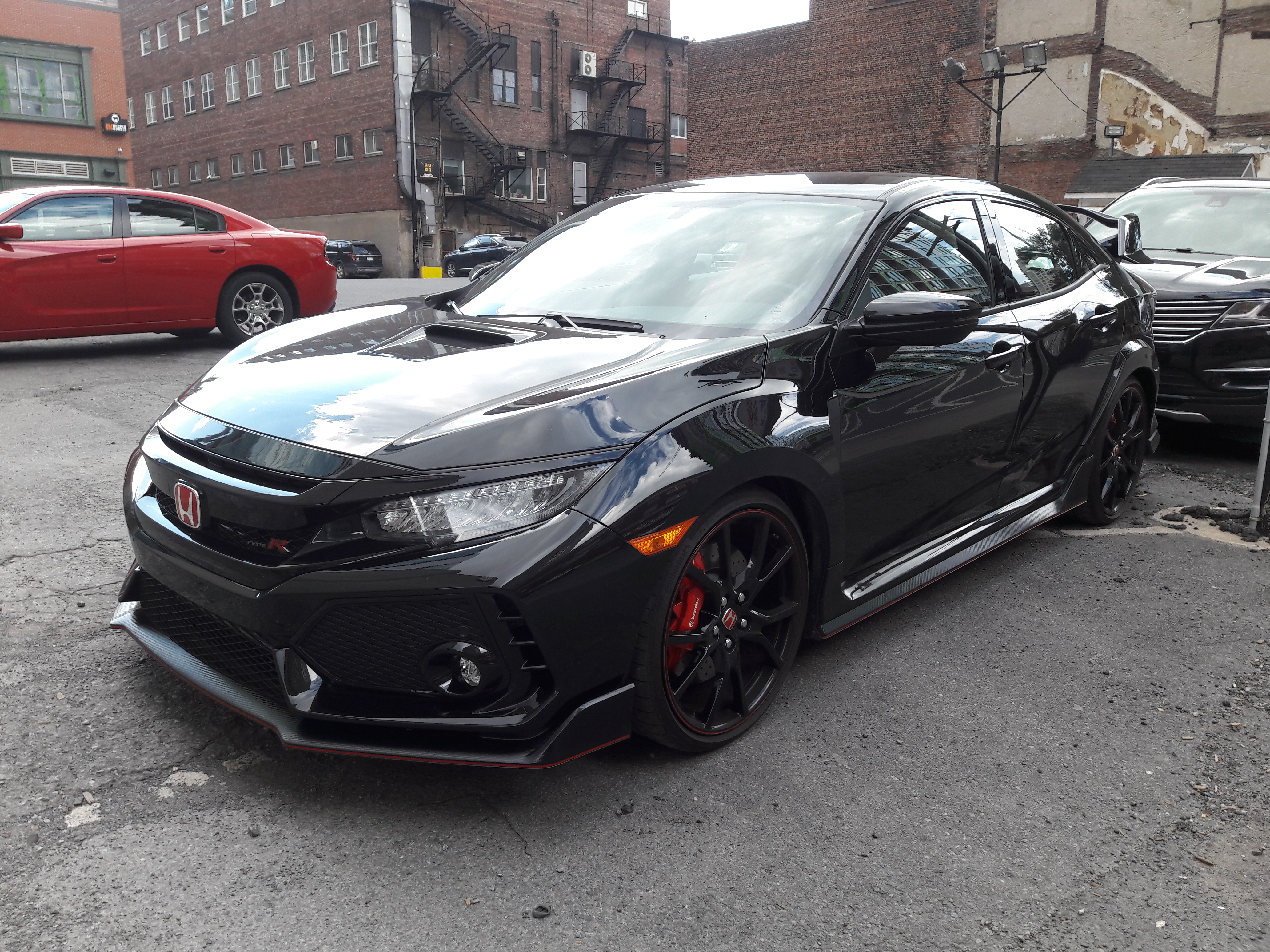
هوندا سیویک تایپ آر ۲۰۱۷